# مغامرات باسل
مغامرات باسل (بالإنجليزية:The Legend of Prince Valiant) مسلسل رسوم متحركة أمريكي . تم عرضة لأول مره على شاشة القناة الأمريكية العائلة في 3 سبتمبر 1991 واستمر حتى 25 يونيو 1993 .تمت دبلجة المسلسل للعربية بواسطة استديوهات التراث في مدينة بيروت في لبنان .

## روابط خارجية
- مغامرات باسل على موقع IMDb (الإنجليزية)
- مغامرات باسل على موقع روتن توميتوز (الإنجليزية)
- مغامرات باسل على موقع نتفليكس (الإنجليزية)
- مغامرات باسل على موقع كينوبويسك (الروسية)
- مغامرات باسل على موقع ألو سيني (الفرنسية)
- مغامرات باسل على موقع قاعدة بيانات الفيلم (الإنجليزية)
- Legend of Prince Valiant – TV.com
- The Legend of Prince Valiant Fan Webpage : The Official Self-Proclaimed Fan Community